# 잉글랜드의 포르투갈 원정 (1662년~1668년)
잉글랜드의 포르투갈 원정은 1662년 8월, 잉글랜드 왕국이 합스부르크 스페인에 맞서 포르투갈 왕정복고 전쟁에 참여하기 위해 파병한 군사 원정이다. 이 원정군은 주로 80년 전쟁과 삼왕국 전쟁의 참전 경험이 있는 베테랑들로 구성된 잉글랜드 여단으로 이루어져 있었으며, 프리드리히 숌베르크(Frederick Schomberg)의 지휘 아래 전쟁의 여러 주요 전투와 교전에서 싸웠다. 이 여단은 1668년 전쟁이 끝날 때까지 포르투갈에 주둔했고, 전쟁 종료와 함께 해산되었다. 숌베르크의 지휘 아래에서 이 여단은 전쟁에서 포르투갈의 최종 승리에 결정적인 역할을 한 것으로 평가된다.

## 배경
포르투갈과 스페인 간의 전쟁은 1640년 포르투갈 혁명으로 시작되었으며, 이는 이베리아 연합의 해체로 이어졌다. 1659년 피레네 조약 이후, 재기한 스페인은 포르투갈의 독립을 위협하였고, 이에 포르투갈은 외부의 지원을 요청하게 된다. 포르투갈은 오랜 동맹국인 잉글랜드에 도움을 요청했으나, 잉글랜드 왕정복고로 찰스 2세가 즉위한 상황은 변수로 작용하였다. 찰스는 이전에 올리버 크롬웰의 공화정이 스페인과 전쟁 중이던 시기 브뤼셀 조약을 통해 스페인과 동맹을 맺은 바 있다. 그러나 찰스는 스페인의 펠리페 4세가 자신의 복위를 도우려는 의지를 보이지 않았다는 이유로 해당 조약을 즉시 파기하고, 대신 포르투갈의 지원 요청에 응하였다. 찰스 2세는 브라간사 가문의 카타리나와의 결혼을 통해 포르투갈과의 동맹을 다시 체결하였으며, 이는 스페인의 강한 반대에도 불구하고 성사되었다. 동맹 조약의 일환으로 1662년 포르투갈의 독립 전쟁을 지원하기 위한 여단이 창설되었다. 이 결단은 잉글랜드 내 크롬웰파 및 왕당파 참전용사들에게 일자리를 제공할 필요성과, 경험 많은 용병을 필요로 하던 포르투갈군의 요구가 맞물린 결과였다. 
잉글랜드의 군대는 해산되지 않고 스코틀랜드 왕국에 남아 있던 신모범군(New Model Army) 3개 연대에서 충원되었고, 기병은 주로 1658년 됭케르크에서 스페인과 교전했던 병사들 중 자원병으로 구성되었다. 잉글랜드 의회가 여단의 창설, 급여, 장비를 책임졌으며, 포르투갈 도착 이후에는 포르투갈 왕실이 이들을 지불하게 되어 있었다. 여단 병력은 대부분 의회파 출신이었지만, 가톨릭계 아일랜드 및 스코틀랜드 출신의 왕당파 병사들도 다수 포함되어 있었다. 여단은 네덜란드 독립 전쟁과 잉글랜드 내전 참전 경험이 있는 웨일스 출신 베테랑 장교 토머스 모건의 지휘 아래 편성 및 훈련되었다. 최종적으로 이 여단은 각각 1,000명 규모의 보병 2개 연대와 1,000명에 가까운 기병 1개 연대로 구성되어, 총 약 3,000명 규모였다.

## 잉글랜드의 참전
영국군은 포르투갈에 도착하자마자 즉시 작전에 투입되었으나, 파병 초기 몇 달 동안은 다수의 포르투갈 장교들의 반발로 어려움을 겪었다. 여기에 더해, 포르투갈 측은 영국 병사들을 개신교도라는 이유 등으로 경멸하며 무시하는 태도를 보였다. 그럼에도 불구하고 포르투갈은 곧 잉글랜드군이 포르투갈군 내에서 가장 신뢰할 수 있는 병력이자, 스페인군에게 실질적 위협을 가하는 군대임을 인식하게 되었고, 이들의 전투력에 주목하기 시작했다. 잉글랜드 여단은 심각한 병으로 인해 많은 손실을 입었으며, 전투로 인한 사상자들은 본국에서 거의 보충되지 않았다.
영국군의 군복은 엘리자베스 시대부터 정착된 빨간색 더블릿을 착용하였다. 1645년 신모범군(New Model Army)이 창설된 이후, 1660년대에는 붉은색이 영국군 군복의 대표 색상이 되었다. 당시 보병 또는 기병 연대는 대개 연대장의 이름이 아닌 단순한 번호로 지칭되었다. 초기 여단의 총지휘관은 머로 오브라이언이었으며, 그가 초기에 여단을 이끌었다. 1662년에는 그를 대신하여 프리드리히 숌베르크가 1663년에 포르투갈 리스본으로 파견되었는데, 이는 찰스 2세의 비밀 승인 하에 이루어진 조치였다. 프랑스 국왕 루이 14세는 스페인과 막 조인한 조약을 위반하지 않기 위해 숌베르크의 프랑스인 장교들을 파직시켰다. 그러나 실전에서는 여단이 마이클 동건(Michael Dongan)의 지휘를 받았고, 그 뒤를 이어 로런스 뎀프시(Lawrence Dempsey), 최종적으로는 숌베르크의 아들 마인하트 슘버그가 지휘하였다. 제1연대는 헨리 피어슨이 지휘했으며, 제2보병연대는 제임스 앱슬리와 대리 연대장 프랜시스 무어가 지휘하였다. 1665년에는 윌리엄 셸던이 제2연대의 지휘를 맡았다.
1663년 봄, 스페인 국왕 펠리페 4세의 서자 돈 후안 호세 데 아우스트리아가 이끄는 스페인군은 남부 포르투갈 대부분을 점령하였으며, 5월 22일에는 전략 요충지인 에보라(Évora)까지 함락시켰다. 이는 수도 리스본(서쪽으로 약 135km 거리)을 향한 진격로를 여는 결과가 되었다. 이에 맞서 포르투갈군은 산슈 마노엘 드 빌례나(Sancho Manoel de Vilhena)의 지휘 아래 잉글랜드 여단과 함께 진군하였다. 첫 번째 교전은 6월 데제베(Degebe) 인근에서 벌어졌으며, 스페인군의 도하 시도를 영국-포르투갈 연합군이 저지하면서 승리를 거두었다. 이후 양군은 에보라 외곽에서 다시 격돌하였으며, 에메이시알 전투에서 연합군은 스페인군을 신속히 격파하였다. 이 전투에서 돈 후안이 이끄는 부대는 거의 전멸하였고, 그의 기병기가 노획되어 포르투갈 국왕 아폰수 6세에게 헌정되었다. 스페인군은 막대한 전사자와 함께 포병 및 보급품 전부를 잃었으며, 퇴각하여 엑스트레마두라주의 바다호스로 후퇴하였다. 포위된 에보라 주둔 스페인군 약 3,700명은 결국 방기되었고, 6월 24일에는 잉글랜드 여단 측에 전혀 피해를 입히지 않은 채 항복하였다.
숌베르크는 군을 위한 보급품 확보 문제로 포르투갈 최고지휘부와 다시 충돌을 빚은 뒤, 다음 작전을 감행하였다. 1664년 6월 10일, 발렌시아 데 알칸타라(Valencia de Alcántara) 공성전이 시작되었고, 약 2주 후 방어선에 돌파구가 생기자 잉글랜드군이 선봉을 맡아 총공세를 이끌었다. 이때 잉글랜드군은 중대한 손실을 입었으나, 결국 스페인 주둔군을 항복시키는 데 성공하였다. 이 전투 이후 포르투갈은 그간의 불신이 실책이었음을 깨달았고, 숌베르크와 잉글랜드군에게 찬사를 아끼지 않았다. 발렌시아 데 알칸타라 함락 직후, 카스텔루 멜료르 백작은 다음과 같은 말을 남겼다.
영국군은 기대 이상의 일을 해냈으며, 나는 세상에 저들 같은 병사들이 또 있을지 모르겠다.— 카스텔루 멜료르

1665년 6월 17일 몬테스클라로스 전투에서 숌베르크가 이끄는 잉글랜드 여단은 결정적인 역할을 하였다. 포르투갈군 총사령관인 마리알바 후작 안토니우 루이스 지 메네지스는 숌베르크 휘하의 중무장 보병을 가장 취약한 지역에 두 줄로 배치하고, 포병을 배속시켜 집중 지원하였다. 전투가 치열해지는 가운데 숌베르크의 말이 적의 사격에 맞아 쓰러졌고, 그는 거의 포로로 잡힐 뻔하였다. 그러나 참전 경험이 풍부한 잉글랜드 여단은 적 진영을 돌파하는 데 성공하였고, 루이스 데 베나비데스 카릴로가 이끄는 스페인군에 대해 결정적 승리를 거두었다.
몬테스클라로스 이후, 스페인군은 전략적 이익을 얻지 못한 채 전쟁을 이어가야 했으며, 포르투갈은 스페인의 침공 위협에서 벗어나게 되었다. 이후 2년 동안 숌베르크와 쇠약해진 잉글랜드 여단은 국경 너머로 여러 차례 기습 작전을 전개하였다. 같은 해 11월, 그들은 아과르다(A Guarda) 요새를 점령하고, 알부르케르케를 약탈하였으며, 투이(Tui)를 급습하였다. 이듬해에는 전투가 거의 벌어지지 않았는데, 1667년 3월 프랑스가 포르투갈과 조약을 체결하였기 때문이다. 하지만 프랑스는 스페인에 선전포고를 하지 않았고, 조약은 실행되지 않았다.
1667년 9월, 포르투갈 궁정 내에서 쿠데타가 발생하며 정전이 선언되었다. 이 정변으로 포르투갈 국왕 아폰수 6세는 폐위되어 유폐되었고, 카스텔루 멜료르 백작은 실각하여 잉글랜드 왕국으로 망명하였다. 이후 그는 찰스 2세 국왕의 고문으로 활동하였다.

## 원정 이후
1667년, 잉글랜드 왕국과 스페인 사이에 마드리드에서 조약이 체결되었다. 이 조약에서 영국은 포르투갈과 스페인 사이의 평화 협정을 중재하거나, 최소한 30년간의 휴전을 성립시키기로 합의하였다. 1668년, 스페인은 군사적 부담을 줄이기 위해 어떤 대가를 치르더라도 전쟁을 끝내려 했고, 결국 포르투갈 지역의 상실을 수용하였다. 그 해, 스페인은 잉글랜드의 중재 아래 리스본 조약을 체결하면서 브라간사 왕가의 주권을 공식적으로 승인하였다.
전쟁이 종결되고 평화가 체결되자, 잉글랜드 여단은 해산되었다. 총 3,500명 규모였던 병력 가운데 약 1,000명만이 잔류하였고, 나머지는 잉글랜드 혹은 타국에서 새로운 복무처를 찾기 위해 귀환하였다. 그러나 당시엔 새로운 직위나 복무처를 구하기가 매우 어려운 상황이었다. 잔류 인원 중 절반 가량은 탕헤르(Tangier) 주둔군에 편입되었고, 나머지는 영국 본토로 송환되었다. 일부 병사들은 포르투갈에 그대로 남았는데, 현지 여성과 결혼하거나 장인(匠人)이나 상인으로 전업하며 새로운 삶을 선택하기도 하였다.